# 奧登帕扎里
Odunpazarı（土耳其語中的字面意思是“木頭市場”）是土耳其埃斯基謝希爾省中部安那托利亞地區的一個歷史街區。 Odunpazarı 是埃斯基謝希爾的中心區之一，與Tepebaşı相鄰。

## 歷史建築
- Alaeddin Mosque
- Kurşunlu Mosque and Complex（英语：Kurşunlu Mosque and Complex）

## 博物館
- Eskişehir Meerschaum Museum（英语：Eskişehir Meerschaum Museum）
- Museum of Independence, Eskişehir（英语：Museum of Independence, Eskişehir）
- Museum of Modern Glass Art, Eskişehir（英语：Museum of Modern Glass Art, Eskişehir）
- Tayfun Talipoğlu Typewriter Museum（英语：Tayfun Talipoğlu Typewriter Museum）
- Yılmaz Büyükerşen Wax Museum（英语：Yılmaz Büyükerşen Wax Museum）